# ヨドコガタスジシマドジョウ
ヨドコガタスジシマドジョウ（淀小型筋縞泥鰌、Cobitis minamorii yodoensis）は、淀川水系固有種のシマドジョウで、コガタスジシマドジョウの亜種。以前はスジシマドジョウ小型種淀川型と呼ばれてきた。タイプ産地は大阪府旭区の淀川。ビワコガタスジシマドジョウに最も近縁。

## 分布
淀川本流およびそれに隣接するワンドや支流。以前は桂川、木津川にも生息していたと思われるが、現状においては、大阪府内の淀川本流にのみ生息可能性がある。岸に近い砂底や泥底でくらす。。

## 形態
全長4-7cm。体側には縦帯があるが、くびれて点列状になることが多い。筋節数は11-14。尾鰭と背鰭は灰色の斑があり、尾鰭後縁はこの斑で軽く縁取られる。口髭は3対で、第2口髭長は眼径とほぼ同長。骨質盤は円形。尾鰭付け根の黒点は上が明瞭で、下はやや不明瞭。胸鰭第1分枝軟条の上片は細い。体側に3-4列の横帯がある。

## 生態
5-7月の増水時に、河川敷にできる浅い一時的水域に侵入し、底に卵をばらまく。雑食性で、デトリタスや小型の底生動物、ユスリカ、藻類を食す。

## 保全状況
河川改修によって、淀川のタマリやワンドが急速に失われ、それに伴って産卵環境が減少した。また、都市化や水田の圃場整備などによって氾濫原および氾濫原と河川を繋ぐ水系ネットワークは著しく減少した。こうした背景から、淀川（大阪府内の淀川水系）では1987年以降、宇治川（京都府の淀川水系）では1996年以降採集例がない。そのため、現在の生存可能性は極めて少なく、絶滅している可能性もあり、京都府RDBでは絶滅種としている。しかし、まだ絶滅していると断定することはできないため、大阪府RDBでは絶滅危惧Ⅰ類に指定しており、環境省は絶滅危惧ⅠA類に指定している。